# Cry (마이클 잭슨의 노래)
《Cry》는 마이클 잭슨의 앨범 Invincible에 수록된 싱글이다.2001년 12월 3일에 발표됐으며, 이 곡은 전작에서 같이 작업했던 R&B가수이자 프로듀서인 알 켈리가 작곡했으며,백그라운드 보컬도 맡았다.전 세계에서 100위 안에 진입했다.

## 트랙 목록
| UK 강화 맥시 CD 1. "Cry" – 5:01 2. "Shout" – 4:17 3. "Streetwalker" – 5:49 4. "Cry" (short film in MPEG and QuickTime formats) – 5:00 UK 12" 비닐 - A. "Cry" – 5:01 - B1. "Shout" – 4:17 - B2. "Streetwalker" – 5:49 UK 카세트 싱글 - A1. "Cry" – 5:01 - A2. "Shout" – 4:17 - A3. "Streetwalker" – 5:49 - B1. "Cry" – 5:01 - B2. "Shout" – 4:17 - B3. "Streetwalker" - 5:49 | 강화 맥시 CD 1. "Cry" – 5:01 2. "Shout" – 4:17 3. "Streetwalker" – 5:49 4. "Cry" (Video) – 5:00 CD 싱글 1. "Cry" – 5:01 2. "Shout" – 4:17 US 7" 비닐, 45 RPM - A. "Cry" – 5:01 - B. "Cry" – 5:01 유럽 프로모 CD 싱글 1. "Cry" – 5:01 |